# 彼得羅·科納舍維奇-薩海達奇內
彼得羅·科納舍維奇-薩海達奇內（約1582年—1622年4月20日），鲁塞尼亚贵族政治領袖，曾于1616年至1622年担任扎波罗热哥萨克盖特曼。薩海達其内在任期间，将札波羅結哥薩克由非正规军队改造为正规军，并改善了哥萨克与乌克兰东正教神职人员和农民之间的关系，为后来现代乌克兰民族意识的建立作出巨大贡献。萨海达奇内是波蘭立陶宛聯邦的陆上和海上军事领袖，其最著名的的事跡是在1621年霍京战役中擊退奥斯曼帝国軍隊，以及在1618年波兰王子瓦迪斯瓦夫四世·瓦萨篡夺俄罗斯王位行动中的角色。據説萨海达奇内参加的60场战斗中没有戰敗过一次。
2011年，萨海达奇内被烏克蘭正教會封为正统派盖特曼。而在2022年4月20日，他被伊法皮紐斯大主教宣布为乌克兰军队的守护神。

## 備注
1. ↑  烏克蘭語羅馬化：Petro Konashevych-Sahaidachnyi